# 에어 메콩
메콩 항공(영어: Mekong Airlines)은 2003년에 없어진 캄보디아의 항공사로 프놈펜 국제공항이 허브 공항으로 이 외에도 아시아 도시를 취항하고 있었다.

## 운항 노선
- 캄보디아
  - 프놈펜 - 프놈펜 국제공항
- 베트남
  - 호찌민 - 떤선녓 국제공항
- 태국
  - 방콕 - 돈므앙 국제공항
- 말레이시아
  - 쿠알라룸푸르 - 쿠알라룸푸르 국제공항
- 홍콩
  - 홍콩 - 홍콩 국제공항
- 싱가포르
  - 싱가포르 - 싱가포르 창이 국제공항